# نشریه بین‌المللی علوم و فناوری محیط زیست
نشریه بین‌المللی فناوری علوم محیط زیست یک مجله علمی و بررسی شده ی است که در حوزهٔ فناوری و مهندسی و مدیریت زیست محیطی به صورت ماهانه منتشر می‌شود. این نشریه در سال ۲۰۰۴ میلادی تأسیس شد و توسط اشپرینگر ساینس+بیزینس مدیا منتشر شده‌است. مجید عباسپور (دانشگاه آزاد اسلامی) سردبیر آن است.

## چکیده و نمایه سازی
این مجله به صورت چکیده و نمایه در پایگاه‌های زیر آورده می‌شود:
- خدمات چکیده‌های شیمی
- جئوبیس
- نمایه استنادی علوم
- اسکوپوس